# Lijst van voetbalinterlands Amerikaanse Maagdeneilanden - Suriname (vrouwen)
Deze lijst van voetbalinterlands is een overzicht van alle officiële voetbalinterlands tussen de nationale vrouwenteams van de Amerikaanse Maagdeneilanden en Suriname. De landen hebben tot nu toe twee keer tegen elkaar gespeeld.

## Wedstrijden
| № | Plaats   | Datum            | Competitie           | Wedstrijd                              | Uitslag |
| - | -------- | ---------------- | -------------------- | -------------------------------------- | ------- |
| 1 | onbekend | 8 augustus 2002  | WK 2003 kwalificatie | Suriname − Amerikaanse Maagdeneilanden | 6 − 1   |
| 2 | onbekend | 10 augustus 2002 | WK 2003 kwalificatie | Amerikaanse Maagdeneilanden − Suriname | 0 − 2   |

## Samenvatting
| Competitie      | Totaal gespeeld | Winst Amerikaanse Maagdeneilanden | Gelijk | Winst Suriname | Doelsaldo Amerikaanse Maagdeneilanden – Suriname |
| --------------- | --------------- | --------------------------------- | ------ | -------------- | ------------------------------------------------ |
| WK kwalificatie | 2               | 0                                 | 0      | 2              | 1 − 8                                            |
| Totaal          | 2               | 0                                 | 0      | 2              | 1 − 8                                            |

USVI Soccer Federation · A-internationals · Mannenelftal van de Amerikaanse Maagdeneilanden
2002 – 2009 · 2010 – 2019 · 2020 – 2029
Anguilla ·
Antigua en Barbuda ·
Aruba ·
Bahama's ·
Barbados ·
Bermuda ·
Britse Maagdeneilanden ·
Costa Rica ·
Cuba ·
Curaçao ·
Dominica ·
Dominicaanse Republiek ·
Grenada ·
Guatemala ·
Haïti ·
Jamaica ·
Kaaimaneilanden ·
Saint Kitts en Nevis ·
Saint Lucia ·
Saint Vincent en de Grenadines ·
Suriname ·
Trinidad en Tobago ·
Turks- en Caicoseilanden